# I Didn't Raise My Boy to Be a Soldier

Omslaget till notbladet

I Didn't Raise My Boy to Be a Soldier är en amerikansk antikrigssång som var populär inom pacifiströrelsen i USA innan landet gick med i första världskriget. Den är en av de första antikrigssångerna och skrevs av textförfattaren Alfred Bryan tillsammans med kompositören Al Piantadosi. Sången fick en uppföljare och det gjordes även parodier och imitationer av den. Den spelades in av vokalgruppen The Peerless Quartet i december år 1914 och blev en hit år 1915 med en försäljning på 650 000 exemplar.